# Xavier Coll Sánchez
Xavier Coll Sánchez (Barcelona, 1901 - Barcelona, 1981) fou un excursionista, bibliotecari, cartògraf, dibuixant i dissenyador gràfic català.
Fou membre del Centre Excursionista Barcelonès, formant part el 1929 de la seva Junta directiva, i el 1931 ingressà al Club Muntanyenc Barcelonès en fusionar-se les dues entitats. Durant molts anys fou el bibliotecari del centre excursionista, i col·laborà en diversos articles del seu Butlletí. Organitzà diversos cicles d'excursions, cursets d'iniciació i activitats socials. És autor de nombroses publicacions, especialment mapes, en col·laboració amb Noel Llopis i Salvador Llobet. S'ocupà del disseny de nombrosos mapes de la geografia catalana com de la serra de Collserola, el Solsonès, la Garrotxa, la Serra del Cadí o el Montseny. El 1946 fou un dels col·laboradors de Salvador Llobet i Reverter, que juntament amb Noel Llopis i Lladó i Josep Maria Puchades i Benito, participaren i li donaren suport en la creació de l'Editorial Alpina.